# Полозов, Николай Никифорович
Николай Никифорович Полозов (1923—1994) — белорусский советский партийный и профсоюзный деятель. Член КПСС; первый секретарь Молодечненского и Вилейского горкомов КП Белоруссии. Председатель Белорусского республиканского совета профсоюзов (1970—1986). Депутат Совета Национальностей Верховного Совета СССР 8-11 созывов (1970—1989) от Белорусской ССР.

## Биография
Родился в 1923 году.
В Великую Отечественную войну с сентября 1942 года в партизанах, с января 1944 года — заместитель по комсомолу комиссара партизанской бригады имени ЦК КП(б)Б; секретарь Островецкого подпольного райкома ЛКСМБ. С 1944 года — секретарь Островецкого, Пружанского, Радошковичского райкомов комсомола, затем в ЦК ЛКСМБ.
С 1952 года — 1-й секретарь Молодечненского обкома ЛКСМБ. С 1957 года — 1-й секретарь Молодечненского, 1-й секретарь Вилейского горкомов КПБ. С 1960 года — в ЦК КПБ: заместитель заведующего, заведующий отделом партийных органов, с 1963 года — заведующий отделом организационно-партийной работы. В 1970-1986 годах — председатель Белорусского республиканского совета профсоюзов.
Умер в 1994 году.